# Frank Judd, Baron Judd
Frank Ashcroft Judd, barun Judd (rođen 28. ožujka 1935.) političar je britanske Laburističke stranke.  
Judd se školovao u obrazovnim ustanovama City of London School i London School of Economics. Postao je glavni tajnik Međunarodne dobrovoljne službe, član izvršnog odbora Nacionalnog vijeća za mir i predsjednik Nacionalnog odbora mladih Ujedinjenog Kraljevstva za slobodu od gladi. 
Judd je postao glavni tajnik Međunarodne dobrovoljne službe 1960. godine i zaslužan je za nadgledanje značajnog razdoblja širenja organizacije. 1966. Judd je napustio mjesto u Međunarodnoj dobrovoljnoj službi kako bi započeo svoju karijeru u politici. 
Bio je član parlamenta za Zapadni Portsmouth od 1966. do 1974.  a nakon promjena granica, za Sjeverni Portsmouth od 1974. do 1979., kada je izgubio svoje mjesto od konzervativca Petera Griffithsa. 
Judd je bio mlađi ministar Kraljevske mornarice (1974. – 1976.), ministar za prekomorski razvoj (1976. – 1977.) i državni ministar za vanjske poslove i ured Commonwealtha (1977. – 1979.). Kao direktor Oxfama (1985. – 1991.), Judd je 10. lipnja 1991. proglašen barunom Judd i lordom iz Portseaja u okrugu Hampshire te član Zajedničkog odbora za ljudska prava. 
Lord Judd bio je član Parlamentarne skupštine Vijeća Europe od 1970. do 1973. i ponovno od 1997. do 2005., gdje je postao izvjestitelj za Čečeniju i nekoliko puta posjetio Grozni. 
Judd je intervjuiran 2012. godine u sklopu projekta o Povijesti parlamenta.

## Pokroviteljstvo
Lord Judd pokrovitelj je Međunarodne dobrovoljne službe.  

## Vanjske poveznice
- Intervju s projektom usmene povijesti Povijesti Parlamenta  Arhivirana inačica izvorne stranice od 18. travnja 2019. (Wayback Machine)